# Graziano (giurista)
Graziano (in latino Gratianus; Etruria centrale (Chiusi o Ficulle), 1080 circa – Bologna o Chiusi, 10 agosto metà del secolo XII) è stato un giurista italiano, tra i più influenti studiosi del diritto canonico, padre dello 'ius novum' o diritto canonico pre-codicistico (secc. XII-XX) per mezzo di un'opera, il Decretum Gratiani, che è la pietra angolare del Corpus Iuris Canonici. La tradizione vuole sia stato maestro di arti liberali e, probabilmente dal 1126/27 o dal 1130 vescovo di Chiusi. Recenti studi confermano la carica di vescovo di Chiusi nonché l'ipotesi che egli fosse un giurista del foro ecclesiastico e che, in qualità di magister, insegnasse indossando la mitra vescovile come emerge dall'iconografia del XII secolo.

## Biografia
Tra le fonti che menzionano Graziano solo alcune forniscono informazioni biografiche sul personaggio, essendo tuttora in corso studi sulla loro attendibilità e interpretazione. Sappiamo che egli era originario della Tuscia, in particolare dell'area di Chiusi, già sede di Ducato longobardo, e nacque nel tempo in cui quel territorio apparteneva a Matilde di Canossa nella seconda metà dell'XI secolo. In effetti, in alcune fonti lo si dice originario della città di Chiusi in Tuscia (de Clusa civitate Tusce natus); tuttavia, secondo la cronaca trecentesca “Liber de viris illustribus” dell'ecclesiastico Giovanni Colonna, la cui famiglia aveva alleati e presidi nel colle ficullese, ubicato ai confini del Patrimonio di San Pietro oltre i quali si trovava Chiusi, egli sarebbe originario di Ficulle (ciò in ordine alla provenienza [ex Oppido Carrariae prope Ficulas] e all'appartenenza a una piccola abbadia [abbatiae Montis Orbetani diocesis Urbevetanae] denominata Badia di San Niccolò al Monte Orvietano).
Con tutta probabilità egli operò nell'antica scuola di arti liberali del complesso episcopale di San Secondiano che affiancava la cattedrale più antica della Toscana (sec. VI), realizzata sopra una precedente struttura paleocristiana. Tale complesso episcopale ("Claustrum Sancti Secundiani Clusini Episcopatus") fu oggetto d'importanti ampliamenti sul finire del secolo XI; colà, oltre a trovarsi uno scriptorium e la cancelleria vescovile, si teneva giustizia ecclesiastica. A partire dal 1111 la diocesi di Chiusi fu divisa a metà dalla linea di confine del Patrimonio di San Pietro, avanzato a Nord a seguito di una donazione dell'imperatore Enrico V fatta alla Chiesa Apostolica Romana in occasione di un accordo raggiunto a Sutri con Pasquale II, trovandosi la sede diocesana all'interno dei territori del Marchesato di Toscana, sebbene tale città fosse spesso occupata da milizie e conti fedeli a Orvieto. In quel tempo, l'ampia diocesi chiusina era dominata da opposte fazioni che si contendevano il controllo su diverse aree del territorio, essendo il suo vescovo costretto a continue mediazioni. La lotta per le investiture fu molto sentita in questi luoghi. Da alcune fonti del sec. XII emerge che Graziano era vescovo di Chiusi e, in particolare, che egli reggeva la sede vescovile nell'anno 1130. È probabile che, dopo la morte di Enrico V (1125) e dopo una scomoda bolla di papa Onorio II del 1126 con cui si dava ragione al vescovo di Chiusi (Pietro) contro i conti orvietani Manenti, Graziano sia stato fatto vescovo di Chiusi, in sostituzione di Pietro (forse costretto ad allontanarsi). Dalle prime tappe redazionali note del Decretum emerge che Graziano fosse molto esperto nelle questioni processuali, in special modo nel processo canonico d'appello.
Lo scisma del 1130 ebbe forti ripercussioni nella Tuscia, particolarmente nella sede diocesana chiusina i cui vertici erano prevalentemente schierati con Gregorio Papareschi (Innocenzo II), mentre le milizie orvietane, che occupavano la città al comando di un conte Bovacciani, erano prevalentemente schierate con l'avversario Pietro Pierleoni (Anacleto II), acclamato dal popolo romano, le cui forze militari erano soverchianti all'inizio dello scisma. Dal Decretum emerge che le idee di Graziano erano probabilmente in linea con quelle del partito (cosiddetto pre-imperiale) d'Innocenzo II, sorretto dal cancelliere papale Aimerico, che sarà vittorioso alla fine dello scisma (1138/39) con l'appoggio di Bernardo di Chiaravalle. Di certo, Graziano si unì all'"entourage" di papa Innocenzo II il quale, nel 1130, lasciò Pisa dove si era frattanto rifugiato per raggiungere Genova e infine la Francia; qui convocò molti sinodi vescovili per ottenere consensi, e ottenne altresì l'appoggio di Lotario II che egli consacrò re di Germania nel 1131 e imperatore, al rientro a Roma, nel 1133. In una fonte del sec. XII si dice che Graziano, grande esperto di diritto canonico, è a fianco del papa (Innocenzo II) al concilio di Reims nel 1131 quale consulente del pontefice. Altre fonti lo collocano a Bologna (emergente centro di cultura), probabilmente a partire dal 1132/33, insegnando nel monastero dei santi Naborre e Felice, in quello di San Procolo e a Santo Stefano dove probabilmente continuò l'attività di formazione di promettenti discepoli venendo in contatto con maestri di diritto romano giustinianeo. Una fonte del secolo XII lo vede a Roma assieme al discepolo Rolando Bandinelli a elaborare canoni, probabilmente a partire dal 1139/1140; un'altra fonte lo vede a Venezia nel mese di agosto del 1143, convocato in qualità di consulente in materia di decime ecclesiastiche.
Un necrologio in minuscola carolina della metà del secolo XII, contenuto in un antico Kalendarium della Chiesa senese, si riferisce a "Graziano chiusino vescovo" (Gratianus clusinus episcopus) morto il 10 agosto. Vi sono studi ancora in corso su tale fonte, recentemente rivalutata. Secondo un'addizione del XIV secolo a un manoscritto del XIII secolo egli fu sepolto a Bologna. L'attendibilità di quest'ultima fonte è dubbia. L'anno di morte potrebbe essere il 1145, visto che dal 1146 incontriamo a Chiusi un nuovo vescovo, Martino, presente nella sede diocesana e dedito a occuparsi della riforma della diocesi affiancato dal giurista-causidico Rolando.
Dante Alighieri lo colloca nel decimo canto del Paradiso, nel Cielo del Sole, dove san Tommaso d'Aquino lo presenta come brillante esponente degli spiriti sapienti: 
(Dante Alighieri, Divina Commedia - Paradiso, canto X, vv.103-105)

## Opere
Graziano è autore del cosiddetto Decretum (Decretum Gratiani o Decretum Magistri Gratiani o, più propriamente, Concordia discordantium canonum), di cui si conoscono varie recensioni, con cui si mette ordine in oltre mille anni di canoni contrastanti di storia della Chiesa, realizzando privatamente un codice (mai ufficialmente promulgato) che fu contemporaneamente applicato nei tribunali ecclesiastici (che nel Medio Evo [specie in età pre-grazianea] si occupavano spesso, altresì, di giurisdizione civile) e per l'insegnamento nelle scuole di arti liberali di tutta l'Europa cristiana.
Tale lavoro costituisce la indiscussa pietra angolare del Corpus Iuris Canonici (abrogato soltanto nel 1917 dal Codice Piano Benedettino) e altresì il testo base per l'insegnamento di una scienza nuova, ovverosia il diritto canonico, finalmente reso indipendente dalla teologia e da allora insegnato come scienza autonoma. Graziano, che era anzitutto un insegnante, fa un uso massiccio delle quaestiones e della logica rispettivamente utilizzate come metodo e materia d'insegnamento nelle scuole di arti liberali nel secolo XI. 
A partire dal 1130-1131 egli subì il fascino e l'influenza degli insegnamenti della scuola teologica francese, al tempo in cui era in corso di redazione una rielaborazione del Sic et Non di Pietro Abelardo, personaggio questo che Graziano ebbe probabilmente modo di conoscere nel mese di gennaio del 1131, nel nord della Francia, quando egli faceva parte dell'entourage di Innocenzo II. In effetti, Graziano ampliò la sua opera con nuovi apparati, comunemente denominati "De penitentia" (presente, in forma ridotta, nella prima versione del Decretum) e "De consecratione", essendo tali ipotizzate addizioni il probabile frutto di approfondimenti teologico-giuridici maturati nel nord della Francia. Tuttavia, non è da escludersi che il Magister Gratianus abbia avuto modo di conoscere gli insegnamenti d'Anselmo d'Aosta, della scuola teologica di Anselmo di Laon, dei loro discepoli e forse di altre scuole teologiche francesi ben prima dello scisma del 1130; sul punto vi è dibattito tra gli studiosi.
Graziano, in particolare, è considerato il fondatore del diritto canonico e realizzò quantomeno la prima versione della celebre Concordia discordantium canonum, opera questa oggetto di continui aggiornamenti, per la redazione della quale si servì, tra l'altro, della Lex Romana Visigothorum (che continuava a essere utilizzata nella "Tuscia Longobardorum" anche dopo la fine del Regnum dei Longobardi) e di collezioni di canoni che circolavano al tempo di Pasquale II (1099-1118). Tale originaria versione del Decretum, nella recensione "intermedia" (probabilmente oggetto di alcune variazioni all'inizio del pontificato d'Innocenzo II), è sopravvissuta in vari frammenti e manoscritti, alcuni dei quali conservati a Firenze, Admont (nelle Alpi Austriache), Parigi e Barcellona. Essa contiene all'incirca la metà dei canoni della versione definitiva dell'opera e, nella sua originaria versione, fu probabilmente completata sotto il pontificato di Callisto II (1119-1124), essendo tale datazione confermata da una fonte del sec. XIII dove si dice che al tempo di Callisto II Graziano completò la sua opera, mentre può verosimilmente farsi risalire all'inizio del pontificato di Innocenzo II il completamento della versione "intermedia", sopravvissuta nei citati frammenti/manoscritti di cui il fiorentino (Fd) e uno dei parigini (P 1761), i più antichi, sono i testimoni di una tappa redazionale anteriore agli altri. In effetti, tutti i canoni non superano il pontificato di Callisto II, fatta eccezione per alcune parole inserite in calce a un dictum le quai rinviano a un canone conciliare sull'elezione dei vescovi voluto da Innocenzo II, che sarà confermato con alcune variazioni testuali - e quindi superato - dal canone 28 del Concilio Lateranense II del 1139. I restanti testimoni di tale 'recensione' (cosiddetta 'intermedia') rappresentano, in realtà, tappe redazionali ulteriori, essendo verosimilmente l'evidenza in un progressivo lavoro in itinere (visto l'incremento di canoni e 'dicta'), forse culminato in un poderoso aggiornamento risalente al periodo del Concilio Laternano II del 1139.
Dopo il suo rientro dalla Francia, specialmente intorno al 1139, anno in cui ebbe luogo il Concilio Lateranense II, si hanno notevoli ampliamenti della Concordia discordantium canonum con l'inserimento di molti nuovi canoni tra cui "auctoritates" di diritto romano giustinianeo e canoni del Concilio Lateranense II del 1139, non presenti nell'originaria versione, tanto che il suo contenuto finì quasi per raddoppiare. Secondo una fonte del secolo XII tali ampliamenti furono realizzati a Roma a partire dal 1139 con l'aiuto di un discepolo del non più giovane Magister Gratianus, ovverosia il senese Rolando Bandinelli che sarà pontefice con il nome di Alessandro III (1159-1181). Non è da escludersi che Graziano e Rolando siano stati ospitati nell'abbazia dei Santi Vincenzo e Anastasio fuori le mura dall'abate Bernardo dei Paganelli di Pisa, che sarà papa con il nome di Eugenio III (1145-1153). Vi è dibattito tra gli studiosi sulla datazione delle varie tappe redazionali del Decretum e dei singoli trattati che lo compongono. 
L'originaria versione del Decretum è un'opera pensata per l'insegnamento nelle scuole di arti liberali (per la formazione dei giovani interessati alla carriera forense) e altresì per l'uso pratico nei tribunali ecclesiastici, forse in parte realizzata nella scuola di arti liberali di Chiusi dove si trovava un fornito scriptorium, dove si teneva giustizia ecclesiastica e dove era fortemente sentita, per le peculiare situazione, l'esigenza di "concordantia canonum", tanto che le collezioni di canoni (come quella di Anselmo di Lucca) poco equilibrate, ovverosia palesemente sbilanciate a favore di una delle parti contendenti nella lotta per le investiture, erano probabilmente destinate all'insuccesso; in alcune fonti del secolo XII tale luogo è denominato Claustrum Sancti Secundiani Clusini Episcopatus. Questa suggestiva ipotesi è oggetto di dibattito e vi sono studi in corso. L'ipotesi che Graziano sia stato un giurista del foro ecclesiastico, ove corretta, fa pensare che non gli fossero estranee le corti ecclesiastiche dell'Italia centro-settentrionale (stato matildino) nonché la curia romana dove si trattavano i ricorsi in appello. L'influenza dell'area bolognese sarà stata certamente importante durante gli anni di ampliamento dell'opera con canoni di diritto romano i quali, nelle prime tappe redazionali, erano sporadici nonché tratti da collezioni canoniche o romano-barbariche di epoca precedente.
Del Decretum è stata scoperta una singolare versione denominata Exserpta ex Decretis Sanctorum Patrum conservata nell'abbazia di San Gallo in Svizzera, contenente canoni sia dell'originaria versione, sia della versione definitiva dell'opera (dalla Causa 27), forse un'abbreviatio, ovverosia degli "Estratti" (Excerpta), contenente moltissimi canoni "dei Padri della Chiesa" [Sanctorum Patrum]), oppure la testimonianza dell'originaria tappa redazionale del Decretum (o di una sua Summa) contenente interpolazioni dalle successive recensioni dell'opera, presenti in alcune Causae. Tale manoscritto è suddiviso in 33 Causae giudiziarie, le cui prime 26 sono prive di interpolazioni basate sulla cosiddetta vulgata del Decretum. Sul punto vi è dibattito tra gli studiosi.
Il Decretum ebbe immediata diffusione, specie in Francia e in Germania, anche grazie alle summae di Rolando e del francese Rufino, che diedero vita al fenomeno della decretistica. Con le decretali di papa Alessandro III, interpretative del Decretum, si inaugura l'era della decretalistica. Inoltre, il Decretum ebbe sempre e comunque importanza nella storia, anche se mai fu promulgato ufficialmente; perse parzialmente d'attualità dopo il 1179 con il Concilio Lateranense III, sebbene continuò ad essere aggiornato dai discepoli di Graziano per tutto il secolo XII, rimanendo per secoli la pietra angolare del Corpus Iuris Canonici. La sua spontanea diffusione, accettazione e applicazione a livello europeo derivano dalla sua intrinseca genialità, saggezza e utilità; in effetti, l'opera era formata da una sistematica raccolta di precetti contrastanti dei quali era trovata la sintesi attraverso un nuovo e definitivo ordine, in modo razionale, con spirito di grande coerenza e umanità, grazie a una sofisticata tecnica interpretativa sorretta da passi dottrinali dello stesso Graziano (i dicta del Maestro o dicta magistri). Nella didattica il Decretum dà origine a una tradizione di glossatori specialisti (i Decretisti), che si affiancano ai giuristi parallelamente impegnati nello studio del diritto romano giustinianeo, mentre nella pratica diventa il punto di riferimento per la prassi giudiziaria dei tribunali ecclesiastici.

## Struttura delDecretum
La versione definitiva del Decretum (cosiddetta "vulgata" o “vulgate version” o versione volgare) consiste di tre parti:
- I parte divisa in 101 distinctiones (ogni parte in cui si chiarisce un argomento a partire dai suoi principi generali e dalle contraddizioni cui dà luogo, operando una serie di suddivisioni successive sempre più puntuali), a loro volta divise in capitoli). Le prime 20 distinctiones considerano i problemi generali del diritto, le altre 81 trattano invece del governo ecclesiastico e della sua disciplina tramite le varie cariche (vescovi, gerarchia ecc.).
- II parte divisa in 36 causae (controversie figurate, casi fittizi che introducono una discussione giuridica) dedicate a temi vari (diritto penale e processuale, il patrimonio ecclesiastico e il matrimonio) e divise in quaestiones (singoli problemi giuridici) e poi in capitoli, ognuna su un problema ipotetico per il quale vi sono varie soluzioni (p. es.: la Causa I dedicata alla simonia, le 2-7 alla procedura, le 16-20 ai monaci e alla loro disciplina, le 27-36 al matrimonio). Per ogni Quaestio, Graziano illustra le sue soluzioni, con i suoi dicta. Nella Causa 33, nell'ambito del trattato sul matrimonio, dopo la quaestio II da un continuatore di Graziano ne è stata aggiunta un'altra molto ampia sulla penitenza (un vero e proprio Tractatus de poenitentia suddiviso in 7 distinctiones)[12].
- III parte suddivisa in sole 5 distinctiones, relativa a un trattato sui sacramenti che è stato anch'esso aggiunto dopo la redazione originaria ed è privo dei dicta magistri.

## Graziano e Irnerio
La cronaca duecentesca lasciataci dall'abate del monastero tedesco di Ursperg (Chronicon Urspergense di Burcardo di Biberach) contiene un noto passo nel quale viene presentato un parallelo tra le figure di Graziano e Irnerio, che sottolinea la forte analogia tra le iniziative dei due giuristi.
In tal modo viene ancor più evidenziato il ruolo avuto da Graziano come primo sistematore del diritto canonico e quello avuto da Irnerio come autore della prima raccolta sistematica del diritto romano giustinianeo in seguito a una petitio (un invito) della contessa Matilde di Canossa.
“Huius temporibus magister Gratianus canones et decreta, quae variis libris erant dispersa, in unum opus compilavit adiungensque eis interdum auctoritates sanctorum patrum secundum convenientes sententias opus suum satis rationabiliter distinxit.
Eisdem quoque temporibus dominus Wernerius libros legum. Qui dudum neglecti fuerant nec quisquam in eis studuerat, ad petitionem Mathildae comitissae renovavit et secundum quod olim a divae recordationis imperatore Iustiniano compilati fuerant, paucis forte verbis alicubi interpositis, eos distinxit. In quibus continentur instituta prefati imperatoris, quasi principium et introductio iuris civilis; edicta quoque pretorum et aedilium curulium, quae rationem et firmitatem prestant iuri civili, haec in libro Pandectarum, videlicet in Digestis continentur; additur quoque his liber Codicis, in quo imperatorum statuta describuntur; quartus quoque liber est Autenticorum, quem prefatus Iustinianus ad suppletionem et correctionem legum imperialium superaddidit”.